# Страхование электронного оборудования и аппаратуры
Страхование электронного оборудования и аппаратуры — один из видов имущественного страхования, форма страхования технических рисков.

## Объекты страхования
Объектом страхования электронного оборудования и аппаратуры является имущественный интерес, связанный с владением, пользованием следующих объектов:
- электронное оборудование: вычислительная, копировальная или множительная техника, телекоммуникационное оборудование;
- приборы точной механики и оптические приборы: измерительные приборы, фототехника, кинотехника и видеотехника;
- запасные части к оборудованию.

Договором может быть предусмотрено страхование не только стационарное, но и передвижное и переносное оборудование, а также информация на носителях (программы, базы данных и другая подобная информация). Могут быть также застрахованы внешние сооружения (мачты, антенны и другое) и внешняя проводка.
В связи с тем, что очень многие виды современного оборудования и технических средств имеют электронную начинку, круг потенциальных страхователей постоянно расширяется.

## Страховая стоимость и страховое покрытие
Страховая стоимость страхуемого имущества определяется на основе действительной стоимости электронного оборудования и техники.
Перечень страхуемых рисков, покрываемых страховкой может быть представлен в двух формах:
- от всех рисков (полное покрытие рисков);
- ограниченной, когда покрываются только тот ущерб, который вызван электрическими явлениями.

Тарифы на страхование электронного оборудования устанавливаются индивидуально в каждом конкретном случае с учётом таких факторов, как общее состояние зданий, в которых находится страхуемое оборудование; уникальность самого оборудования; квалификация персонала и оценка менеджмента предприятия, размер страховой суммы, франшизы и других.